# Prägbach
Der Prägbach ist der größte linke Nebenbach des Südschwarzwälder Flusses Wiese und liegt im südwestlichen Baden-Württemberg. Sein tiefes, von Steilstufen untergliedertes Tal ist in besonderer Weise von Gletschern der letzten Kaltzeiten geformt worden.

## Name
Der Bach wird 1374 als Bregga erstmals schriftlich erwähnt. Der Name leitet sich wahrscheinlich von keltisch *Brigonā mit der Bedeutung „Fluss, der vom Berg kommt“ ab. Er hat damit die gleiche Etymologie wie die Breg.

## Geographie

### Verlauf und Tallandschaft
Das Quellgebiet des Prägbachs liegt in einem von weichen Reliefformen gekennzeichneten Hochgebiet zwischen dem Feldbergpass (1077 m ü. NHN) im Norden und dem Herzogenhorn (1415,6 m ü. NHN) im Süden. Der Bach fließt nun zwischen dem Herzogenhorn und dem Silberberg (1358,9 m ü. NHN) generell südwestwärts durch ein von kleinen Mooren durchsetztes Wiesental. Die Sohle des um 1200 Meter hoch gelegenen schmalen Hochtals verläuft wie auf einem Damm zwischen den 300 bis 400 Meter tiefer eingeschnittenen Nachbartälern der Bernauer Alb im Südosten und der Wiese im Nordwesten.

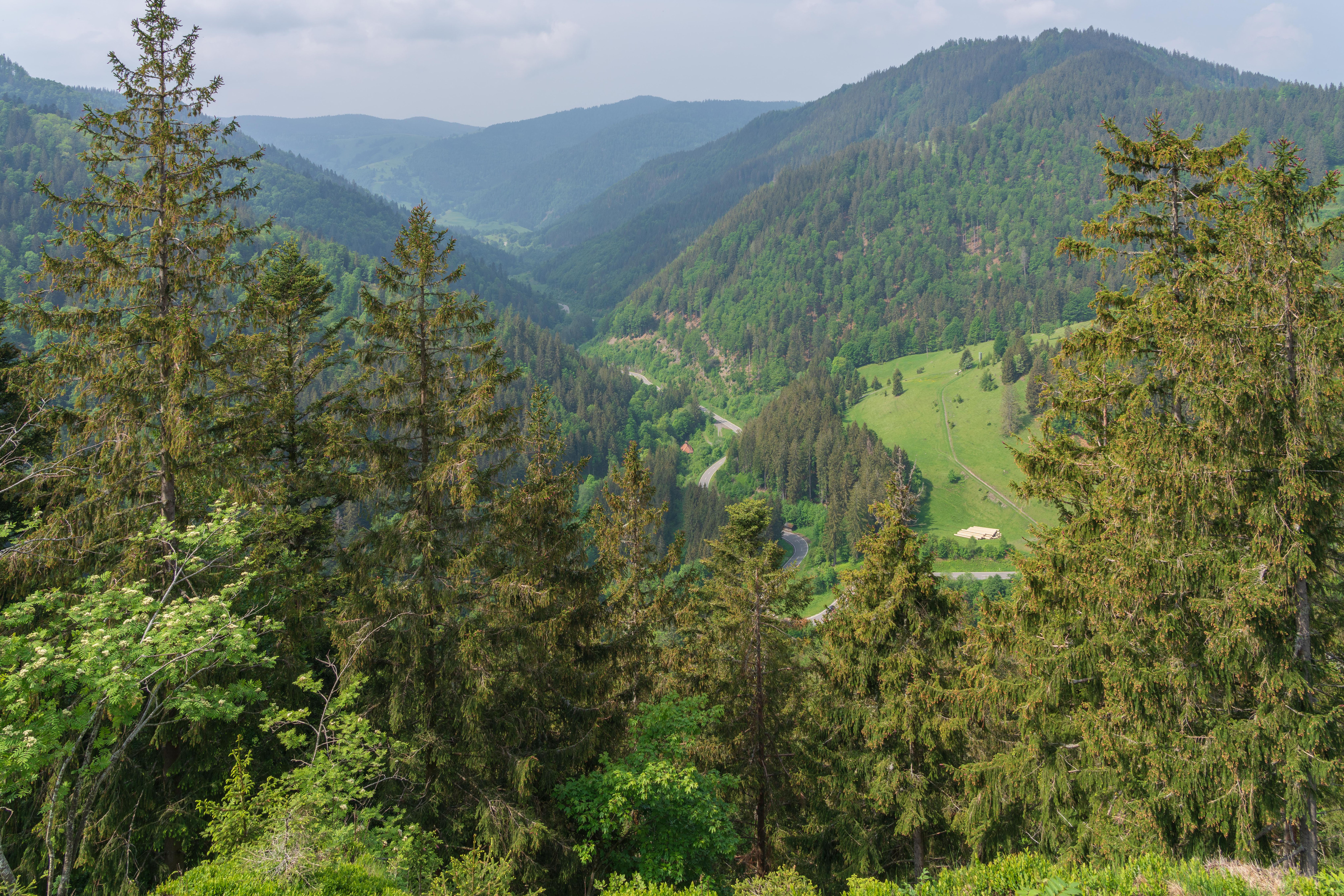
Mittlerer, SW-gerichteter Abschnitt unterhalb der breiten Präger Böden

 In der folgenden ersten Talstufe, die hinabführt auf die etwa 950 Meter hoch gelegenen und beckenförmig eingesenkten Präger Böden, hat sich nahe dem Sattel Bernauer Kreuz auch der oberste, etwa 6 Meter hohe Wasserfall des Prägbachs gebildet. Diese fast 150 Meter hohe Talstufe ist typisch für von Gletschern stark überformte Gebirgstäler. Am unteren Ende der Präger Böden wird der Bach seit 1922 in einem kleinen Weiher (ca. 0,25 ha) gestaut und für das am Fuß der folgenden Talstufe gelegene kleine Wasserkraftwerk Wacht großenteils abgeleitet. Ab hier wird der Prägbach von der Landesstraße L 149 begleitet, die von Bernau über den tief eingeschnittenen Transfluenzpass Wacht ins Wiesental führt.
Es folgt eine Kerbtalstrecke, in deren Verlauf das Gewässer über bis zu 3 Meter hohe Katarakte und einen etwa 6 Meter hoher Wasserfall hinabstürzt. Das Tal wird allmählich trogförmig und lässt in den Talwiesen scharenweise Rundhöcker erkennen, wogegen der in einer kleinen Kerbe fließende Bach dem Blick entzogen ist.

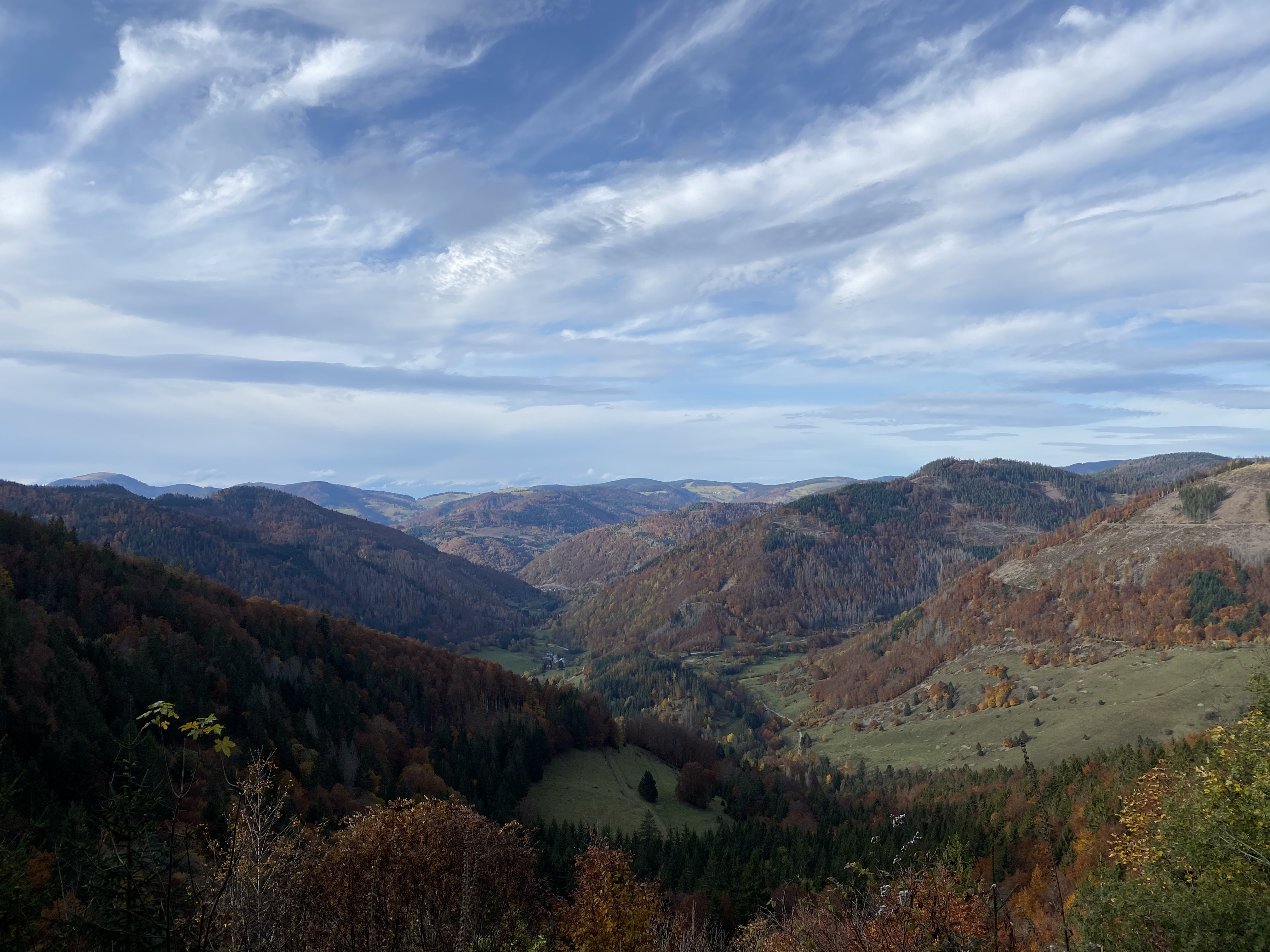
Im Präger Kessel umfließt der von hinten rechts kommende Prägbach den kleinen Ellbogen-Berg in der Mitte

Mit dem Eintritt in den Präger Kessel holt der Bach südwärts zu der schluchtartigen Talschlinge Ellbogen aus, die er um einen kleinen Berg inmitten des Kessels legt. Nach seinem abrupten Rechtsknick verlässt der Bach den Kessel nordwestwärts, wo eine weitere Felsenge den Talkessel optisch begrenzt.
Den Präger Kessel haben sechs hier zusammenströmende eiszeitliche Gletscher in einem Bereich mit etwas weniger widerstandsfähigen Gesteinen ausgeräumt. Hier liegen im nordöstlich streichenden Kulmstreifen Badenweiler-Lenzkirch Schiefer und Grauwacken des Oberdevons und Unterkarbons, Vulkanite, Tuffe und Sandsteine zu Tage, wogegen die Umgebung mehr aus verschiedenartigen Graniten und Gneisen aufgebaut ist. Der Boden des Präger Kessels liegt etwas tiefer als die Sohlen der meisten Nachbartäler. Bedingt durch das nur noch geringe Gefälle zum in den Kaltzeiten ebenfalls hoch eiserfüllten Wiesental konnte sich hier die mit etwa 500 Metern größte Gletschermächtigkeit im Schwarzwald ansammeln und anstauen. Im Süden des Talkessels liegt das Dorf Präg auf einer Kamesterrasse. Sie wird flankiert von den wichtigsten südlichen Nebenbächen, dem Wildbodenbächle und dem Weißenbach.
An einer unter Talsedimenten fast verschütteten letzten Talstufe weitet sich das Tal nochmals und gibt auf der Nordseite dem Dorf Geschwend Raum. Von rechts mündet hier der größte Nebenbach, der von einer bewirtschafteten Hochalm herabkommende Gisibodenbach. Wenig unterhalb mündet der Prägbach mit einer mittleren Wasserführung von 1,31 m³/s in die dort nur wenig größere Wiese (1,76 m³/s). An Länge übertrifft der Prägbach den bisherigen Lauf der Wiese sogar um gut 3 Kilometer.

### Zuflüsse
Vom Quellgebiet zur Mündung: Gewässerlänge, Einzugsgebiet und Höhe nach den entsprechenden Layern auf der Onlinekarte der LUBW
Das Quellgebiet des Prägbachs liegt auf etwa 1325 m ü. NHN am Südwesthang der Grafenmatt (1376,5 m ü. NHN, im Norden des Herzogenhorns). Bis zum ersten Zufluss hat dieser oberste Quellbach eine Länge von 6,4 km und ein Einzugsgebiet von 5,67 km²
- Kesselbach, von rechts und Norden auf etwa 844 m ü. NHN westlich des Sattels Wacht: 
 1,08 km; ca. 0,7 km². Quellgebiet auf etwa 1090 m ü. NHN im Südosthang des Brenntkopfs (1245 m ü. NHN)
- Wildbodenbächle,  von links und Südosten auf etwa 789 m ü. NHN im tief eingekerbten Ellbogen: 
 2,3 km; ca. 4,2 km². Quellgebiet auf etwa 1070 m ü. NHN am Nordosthang des Hochkopfs (1263 m ü. NHN). Der Bach entsteht aus dem Hinteren- und dem Vorderen-Wildbodenbächle.
- Weißenbach, von links und Südwesten auf etwa 867 m ü. NHN im Südwesten des Ellbogens nördlich von Präg: 
 2,9 km; ca. 4,3 km². Quellgebiet auf etwa 1065 m ü. NHN am Weißenbachsattel (1077 m ü. NHN)
- Schwarzenbach, von links und Westen auf etwa 635 m ü. NHN am Ausgang des Präger Kessels: 
 1,5 km; 1,4 km². Quellgebiet nördlich des Nollenkopfs auf etwa 1050 m ü. NHN
- Gisibodenbächle, von rechts und Nordosten auf etwa 593,5 m ü. NHN im Osten von Geschwend: 
 4,0 km; 5,3 km². Quellgebiet auf etwa 1165 m ü. NHN auf der Hochalm Gisiboden.

An der Mündung (von links) in die Wiese auf ca. 570,1 m ü. NHN westlich von Geschwend endet der Lauf des Prägbachs nach 14,7 Kilometern.

Steilstufen im Tal des Prägbachs
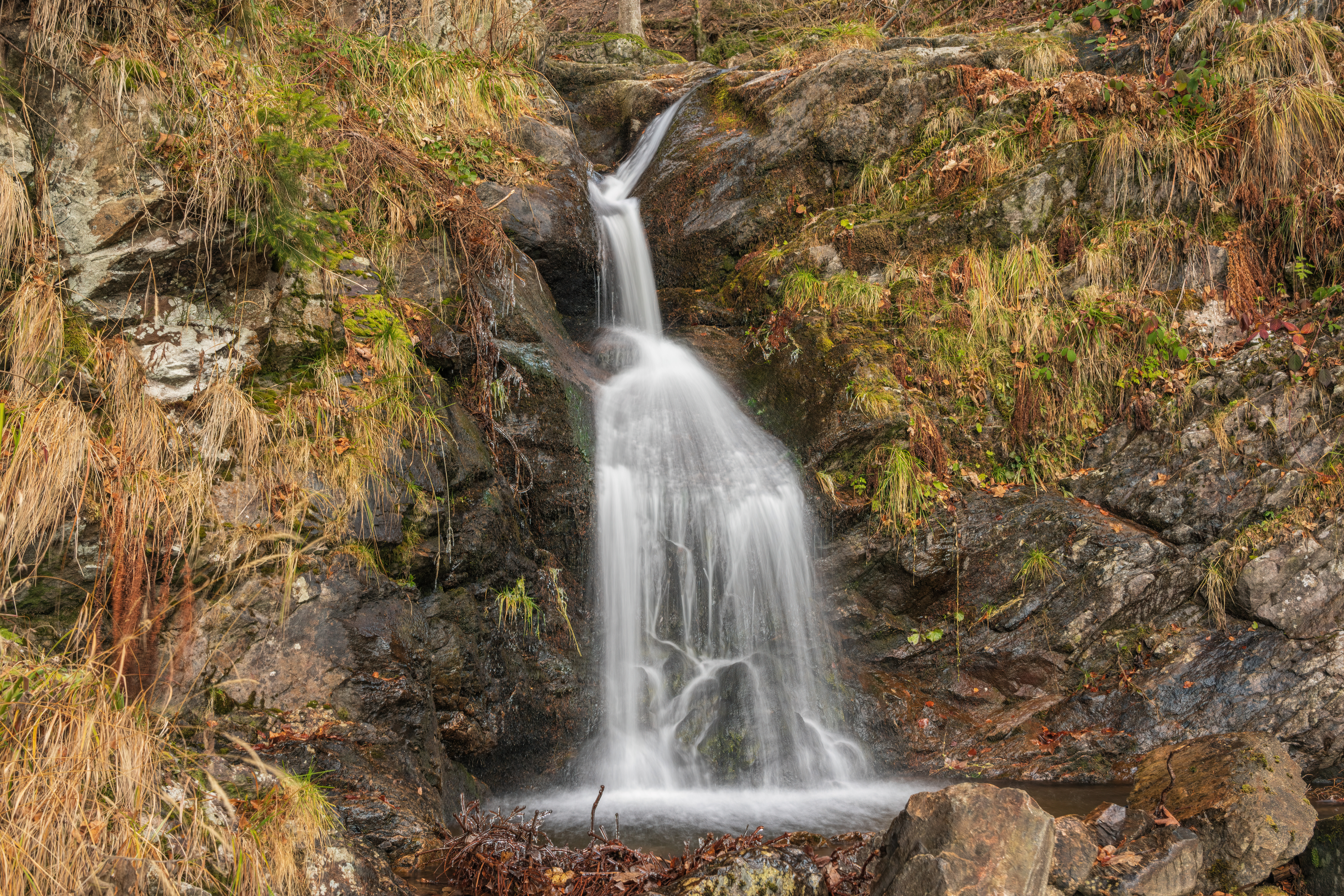
Der oberste Wasserfall am Bernauer Kreuz (6 m)
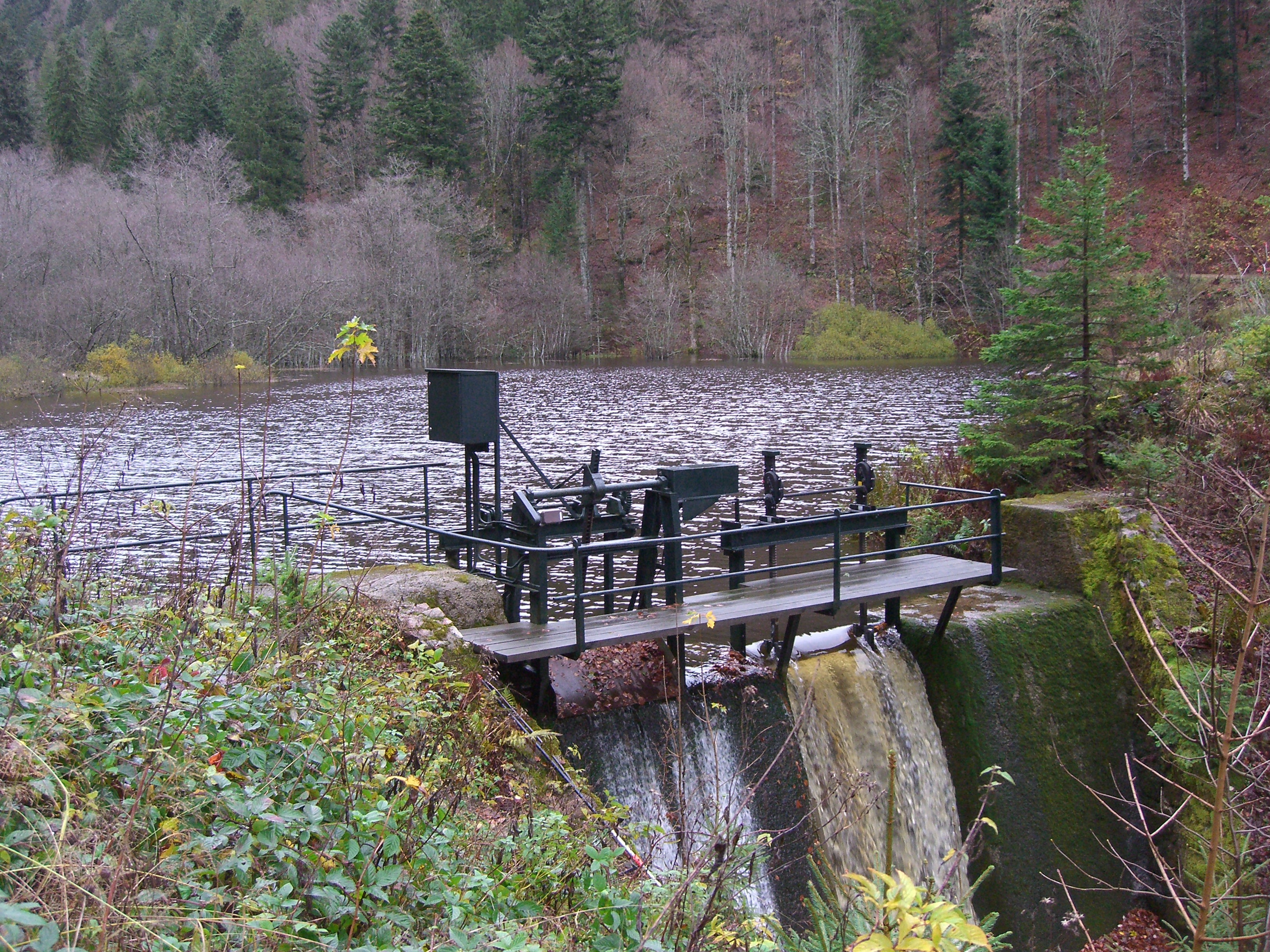
Der kleine Stauweiher des Wasserkraftwerks Wacht
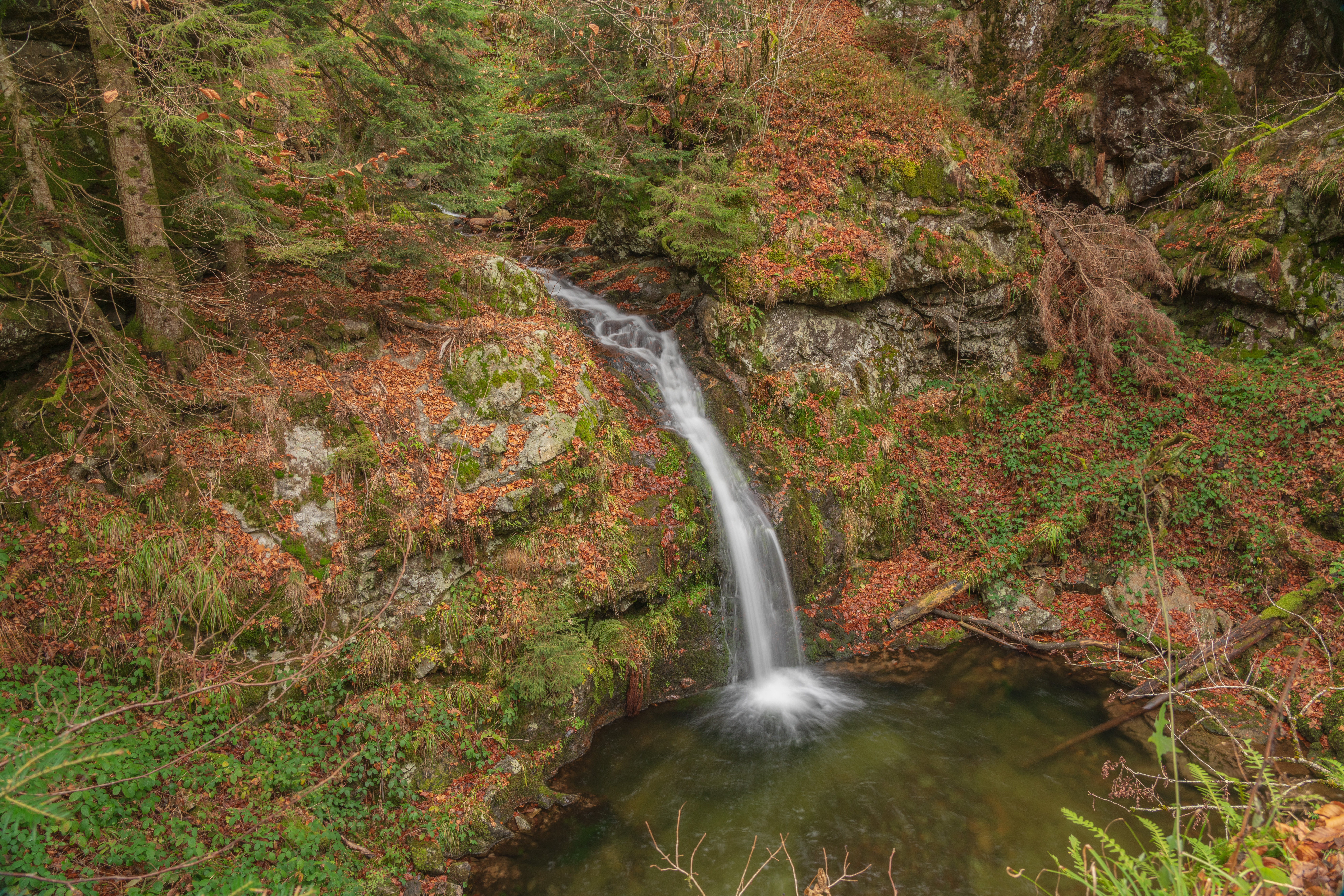
Wasserfall am mittleren Prägbach (6 m)
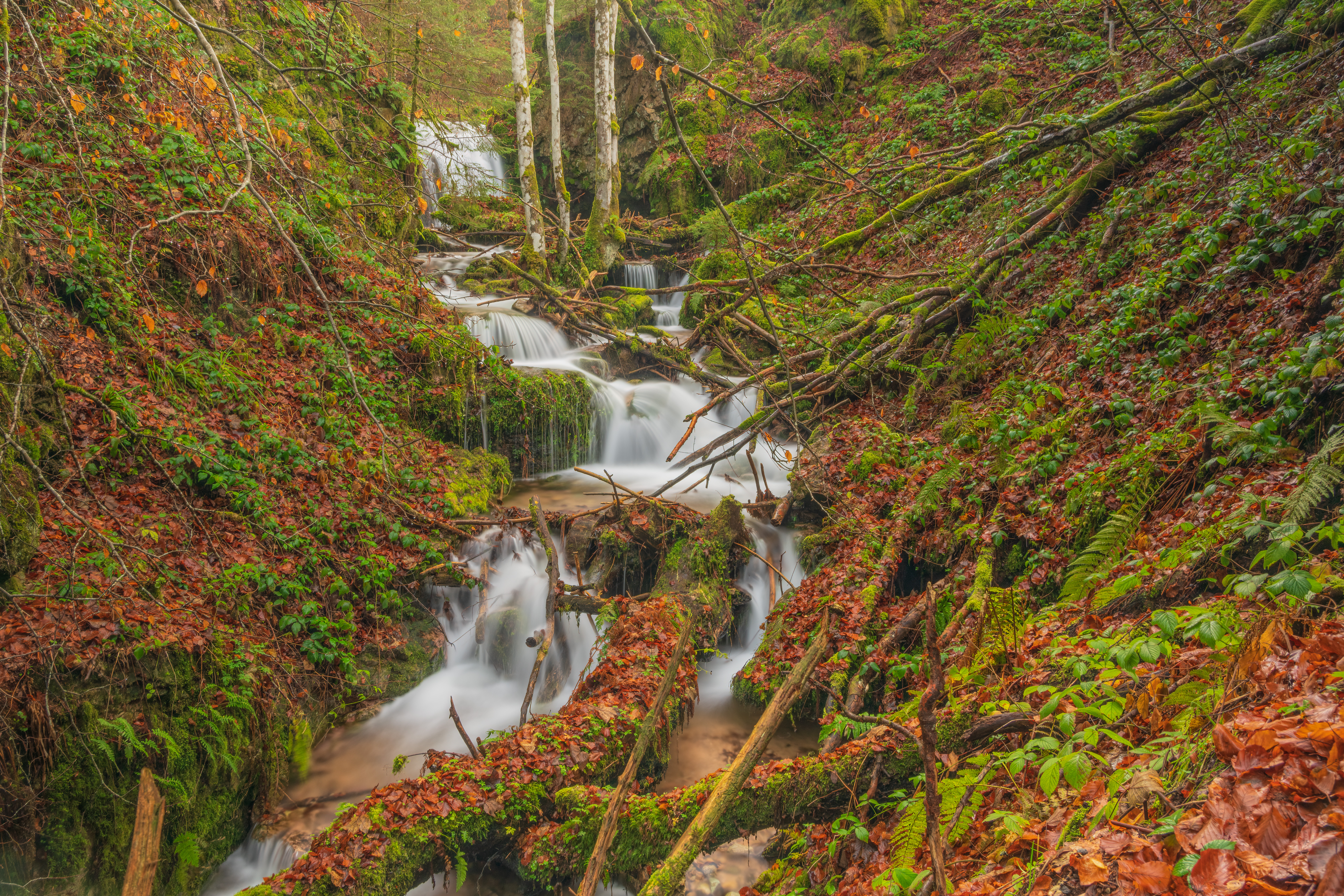
Obere Kaskadengruppe des Hinter-Wildbodenbächle
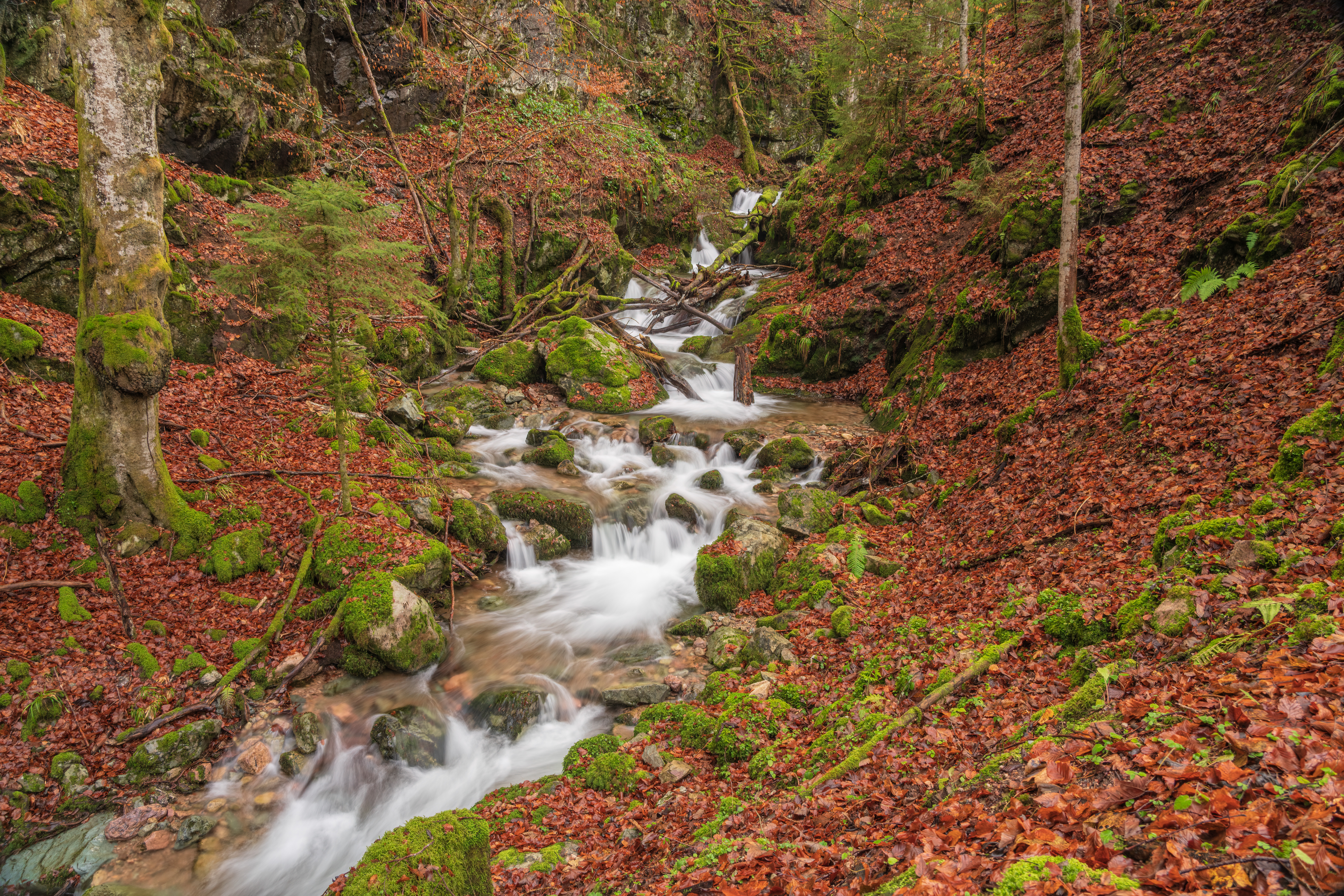
Untere Kaskadengruppe des Hinter-Wildbodenbächle

## Gewässergüte
Die Gewässerqualität des Baches ist hoch; Messungen unterhalb der Einmündung des Gisibodenbachs 2004 ergaben die Gewässergüteklasse I (unbelastet).